# 哥伦布 (巴西)
哥伦布（葡萄牙語：Colombo）是巴西巴拉那州的一个市镇。总面积198.007平方公里，总人口241505人，人口密度1219.7人/平方公里。